# Monte Abourasséin
Monte Abourasséin es una montaña en el centro del continente africano. Se trata de un monte que alcanza los 1.113 metros de altura y se encuentra en la frontera internacional entre la República Centroafricana y Sudán del Sur. Esta en la prefectura de Haute-Kotto de la República Centroafricana y en el estado de Bahr al-Gazal Occidental de Sudán del Sur.